# Blériot I
Blériot I — найперший літак (проєкт) французького авіаконструктора Луї Блеріо. Конструкція являла собою орнітоптер, який піднімався в повітря за допомогою помахів крил, а силовою установкою повинен бути паровий двигун.
У 1900 році була виготовлена модель з розмахом крил в 1,5 метрів. Через фінансові труднощі та три невдалі побудови мотора, які закінчились вибухами, Блеріо залишив цей проєкт.